# لين ريد
لين ريد (بالإنجليزية: Len Reid)‏ هو سياسي أسترالي، ولد في 21 سبتمبر 1916 في أستراليا، وتوفي في 22 أبريل 2003 بملبورن في أستراليا. حزبياً، نشط في الحزب الليبرالي الأسترالي. وقد انتخب عضو مجلس النواب الأسترالي عن دائرة Division of Holt ‏ (25 أكتوبر 1969 – 2 ديسمبر 1972) وانتخب عضو الجمعية التشريعية فيكتوريا عن دائرة داندينونج ‏ (31 مايو 1958 – 18 سبتمبر 1969).